# Prevalentie
De prevalentie is het voorkomen op een bepaald moment van een ziekteverschijnsel, aandoening of disfunctie in een bepaalde populatie als proportie van de populatie. De prevalentie wordt meestal opgegeven als het aantal gevallen per duizend of honderdduizend. Prevalentie kan ook plaatselijk (lokaal) worden vastgesteld, namelijk de mate waarin een verschijnsel of aandoening in een welomschreven gebied voorkomt. 
Het begrip prevalentie mag niet worden verward met incidentie dat het aantal nieuwe gevallen over een bepaalde tijdruimte telt. Een chronische ziekte bijvoorbeeld kan bij een beperkte incidentie toch een vrij hoge prevalentie vertonen. 
In Europa krijgt een ziekte de classificatie zeldzaam als deze bij minder dan 5 op de 10.000 individuen voorkomt. 